# Viridovipera stejnegeri
Viridovipera stejnegeri är en ormart som beskrevs av Schmidt 1925. Viridovipera stejnegeri ingår i släktet Viridovipera och familjen huggormar. IUCN kategoriserar arten globalt som livskraftig. Inga underarter finns listade i Catalogue of Life.
Arten förekommer i Sydostasien från östra Indien och sydöstra Kina till Thailand, Kambodja och Vietnam. Viridovipera stejnegeri vistas i låglandet och i bergstrakter upp till 2000 meter över havet. Den lever i skogar gärna nära vattendrag.
Denna huggorm är aktiv på natten. Den jagar främst grodor och äter även små däggdjur, ödlor och fåglar. Viridovipera stejnegeri kan klättra i växtligheten och den vistas ofta på marken.